# Muntanyes Rakaposhi-Haramosh
Les muntanyes Rakaposhi-Haramosh són una serra que formen part de la gran serralada del Karakoram. Es troba al districte de Gilgit, al Gilgit-Baltistan del Pakistan. Limita al nord amb les glaceres de Barpu i de Chogo Lungma, a l'est amb el riu Shigar, al sud amb els rius Gilgit i Indus, i a l'oest amb el riu Hunza.
Els dos cims que donen nom a la serra, el Rakaposhi (7.788 m) i l'Haramosh (7.409 m), se situen entre els cims de la terra amb major prominència pel fet de tenir una gran alçada i trobar-se prop de valls molt profundes. El Rakaposhi s'eleva dràsticament per sobre d'una corba del riu Hunza, a l'extrem occidental de la serralada, mentre l'Haramosh es troba al costat nord de l'Indus, a la part central de la mateixa.

## Principals cims
| Muntanya    | Alçada (metres) | Coordenades                                          | Prominència (metres) | Muntanya pare | Primera ascensió | Ascensions (intents) |
| ----------- | --------------- | ---------------------------------------------------- | -------------------- | ------------- | ---------------- | -------------------- |
| Rakaposhi   | 7.788           | 36° 08′ 33″ N, 74° 29′ 21″ E / 36.14250°N,74.48917°E | 2.818                | K2            | 1958             | 8 (13)               |
| Malubiting  | 7.458           | 36° 00′ 06″ N, 74° 52′ 33″ E / 36.00167°N,74.87583°E | 2.193                | Rakaposhi     | 1971             | 2 (6)                |
| Haramosh    | 7.409           | 35° 50′ 24″ N, 74° 53′ 51″ E / 35.84000°N,74.89750°E | 2.277                | Malubiting    | 1958             | 4 (3)                |
| Diran       | 7.266           | 36° 07′ 19″ N, 74° 39′ 40″ E / 36.12194°N,74.66111°E | 1.325                | Malubiting    | 1968             | 12 (8)               |
| Laila       | 6.986           | 35° 57′ 24″ N, 74° 57′ 41″ E / 35.95667°N,74.96139°E | 1.361                | Malubiting    | 1975             |                      |
| Miar Chhish | 6.824           | 36° 03′ 33″ N, 74° 45′ 37″ E / 36.05917°N,74.76028°E | 724                  | Malubiting    | no escalada      |                      |

1. ^  Les dades procedeixen de l'Himalayan Index. Poden no ser del tot exactes, ja que algunes escalades pot ser que no hagin estat registrades en la literatura de muntanya o hagin estat indexades incorrectament.